# Massad (Syria)
Massad (arab. مصاد) – miejscowość w Syrii, w muhafazie As-Suwajda. W 2004 roku liczyła 4585 mieszkańców.